# تونل (فیلم ۲۰۱۴ کره‌ای)
«تونل» (انگلیسی: The Tunnel (2014 film)) فیلمی در ژانر ترسناک است که در سال ۲۰۱۴ منتشر شد.

## بازیگران اصلی
- جونگ یو می به عنوان یون جو
- یون وو جین به عنوان دونگ جون
- سونگ جائه ریم به عنوان کی چئول
- جئونگ سی یون به عنوان سه هی
- لی جائه هی به عنوان یانگ مین
- مین دو هی به عنوان دختر
- وو هی به عنوان هی یانگ